# Harry Forbes
Harry Forbes est un boxeur américain né le 13 mai 1879 à Rockford, Illinois, et mort le 19 décembre 1946.

## Carrière
Passé professionnel en 1897, il remporte le titre vacant de champion du monde des poids coqs le 11 novembre 1901 en battant par KO au second round Danny Dougherty. Forbes conserve son titre à cinq reprises puis s'incline contre Frankie Neil également par KO au second round le 13 août 1903. Il met un terme à sa carrière en 1922 sur un bilan de 86 victoires, 17 défaites et 26 matchs nuls.